# Kövecs
A Kövecs régi magyar személynév a kő szónak a -cs kicsinyítőképzős változata, jelentése kavics.

## Gyakorisága
Az 1990-es években szórványos név, a 2000-es években nem szerepel a 100 leggyakoribb férfinév között.

## Névnapok
- január 8.[2]
- február 22.[2]
- június 29.[2]